# Ringer-Europameisterschaften 1929
Die Ringer-Europameisterschaften 1929 fanden im Februar im freien Stil in Paris und im April im griechisch-römischen Stil in Dortmund statt.

## Griechisch-römischer Stil

### Ergebnisse
| Klasse   | Gold            | Silber            | Bronze              |
| -------- | --------------- | ----------------- | ------------------- |
| -58 kg   | Svend Martinsen | Erland Nielsen    | Antonín Nič         |
| -62 kg   | Folke Hernström | Aage Torgensen    | Eugen Fleischmann   |
| -67,5 kg | Eduard Sperling | Torsten Bergström | Silvio Tozzi        |
| -75 kg   | József Tunyogi  | Väinö Kokkinen    | Ivar Johansson      |
| -82,5 kg | Onni Pellinen   | Robert Rupp       | Sanfried Söderqvist |
| +82 kg   | Georg Gehring   | Rudolf Svensson   | Josef Urban         |

### Medaillenspiegel
| Rang | Land               | Gold | Silber | Bronze |
| ---- | ------------------ | ---- | ------ | ------ |
| 1    | Deutsches Reich    | 2    | 1      | 0      |
| 2    | Schweden           | 1    | 2      | 2      |
| 3    | Finnland           | 1    | 1      | 0      |
| 4    | Ungarn             | 1    | 0      | 0      |
|      | Norwegen           | 1    | 0      | 0      |
| 6    | Dänemark           | 0    | 2      | 0      |
| 7    | Tschechoslowakei   | 0    | 0      | 3      |
| 8    | Königreich Italien | 0    | 0      | 1      |

## Freistil

### Ergebnisse
| Klasse | Gold                | Silber          | Bronze            |
| ------ | ------------------- | --------------- | ----------------- |
| -56 kg | Piet Mollin         | Berthaux        | R. Wyss           |
| -61 kg | René Rottenfluc     | Joseph Dillen   | Dennis Perret     |
| -66 kg | Erik Malmberg       | Karoly Karpati  | Reginald Edwards  |
| -72 kg | Hyacinthe Roosen    | Alvar Eriksson  | F. Käsermann      |
| -79 kg | Sanfried Söderqvist | A. Mollet       | H. Deniel         |
| -87 kg | Erich Äschlimann    | Paul Bonnefont  | Joseph van Assche |
| +87 kg | Johan Richthoff     | Edmond Charlier | Edmond Dame       |

### Medaillenspiegel
| Rang | Land                   | Gold | Silber | Bronze |
| ---- | ---------------------- | ---- | ------ | ------ |
| 1    | Schweden               | 3    | 1      | 0      |
| 2    | Belgien                | 2    | 2      | 1      |
| 3    | Frankreich             | 1    | 2      | 2      |
| 4    | Schweiz                | 1    | 1      | 3      |
| 5    | Ungarn                 | 0    | 1      | 0      |
| 6    | Vereinigtes Königreich | 0    | 0      | 1      |